# Афанасьев, Алексей Афанасьевич
Алексе́й Афана́сьевич Афана́сьев (1899, Тверская губерния — 9 декабря 1943, Керчь, Крымская АССР) — участник Великой Отечественной войны, заместитель командира по политической части 1337-го горнострелкового полка 318-й горнострелковой дивизии Отдельной Приморской армии, Герой Советского Союза (16.05.1944), майор.

## Биография
Родился 6 января 1899 года в деревне Гудобино 2-е ныне деревня Малое Гудобино Вышневолоцкого района Тверской области в семье крестьянина. Русский. Член РКП(б) с 1918 года. Образование начальное. Работал на Петроградском трубном заводе. В июне 1917 году вступил в Красную гвардию. Штурмовал Зимний дворец.
Участвовал в Гражданской войне. Окончил Вологодские командные курсы, Полтавскую военную пехотную школу. С 1924 по 1928 год служил в Ейске командиром роты и секретарём партийной организации полка. По окончании Военно-политической академии направлен на Дальний Восток, где служил инструктором политотдела дивизии. В 1938 году назначен начальником отдела кадров военного порта Владивосток. В том же году арестован по обвинению в контрреволюционной пропаганде и агитации и осуждён военным трибуналом Тихоокеанского флота к двум годам лагерей. В 1939 году амнистирован, восстановлен в партии, но уволен из армии. После освобождения уехал в Ейск, где работал заведующим военным отделом газеты «Ейская правда».
С началом Великой Отечественной войны назначен начальником штаба местной противовоздушной обороны города Ейска. Летом 1942 года назначен заместителем по политической части командира 279-го медико-санитарного батальона 18-й армии. За оказание помощи и обеспечение бесперебойного питания раненых награждён орденом Красной Звезды. Через несколько месяцев майор А. А. Афанасьев назначен заместителем по политической части командира 1337-го стрелкового полка 318-й стрелковой дивизии.
Провёл большую работу по подготовке полка к переправе через Цемесскую бухту в сентябре 1943 года и сам в составе передового отряда высадился в тылу у противника.
Дивизия и его полк продолжали продвигаться по восточному побережью Чёрного моря, освобождали Анапу и Тамань, а затем получили задачу форсировать Керченский пролив.
Ушёл с первым десантом. На отбитый плацдарм протяжённостью шесть километров по фронту и два километра в глубину перебралась почти вся дивизия (район Эльтиген, южнее Керчи). А. А. Афанасьев участвовал в отражении атак врага, заботился о питании, о раненых.
7 декабря 1943 года ночью 1337-й полк прорвал оборону противника и по тылам врага двинулся на Керчь. На другой день передовые подразделения и штаб дивизии достигли горы Митридат. Гитлеровцы яростно контратаковали, окружили штаб.
9 декабря 1943 года погиб в бою.
Указом Президиума Верховного Совета СССР от 16 мая 1944 года за мужество и героизм, проявленные во время Керченско-Эльтигенской операции майору Алексею Афанасьевичу Афанасьеву посмертно присвоено звание Героя Советского Союза.

## Награды
- Медаль «Золотая Звезда» Героя Советского Союза
- Два ордена Ленина
- Орден Красного Знамени
- Орден Красной Звезды